# The Beatles at Shea Stadium
The Beatles at Shea Stadium ist ein fünfzigminütiger Dokumentarfilm über das Konzert der Beatles am 15. August 1965 im Shea Stadium in New York, das den Höhepunkt der Tournee der Gruppe von 1965 bildete. Der Dokumentarfilm wurde von Bob Precht (unter dem Banner von Sullivan Productions), NEMS Enterprises (dem das Copyright von 1965 gehört) und der Beatles-Firma Subafilms inszeniert und produziert. Produktionsleiter war M. Clay Adams. Der Film wurde von einer großen Crew unter der Leitung des Kameramanns Andrew Laszlo gedreht. Vierzehn Kameras wurden verwendet, um die Euphorie und Massenhysterie der Beatlemania in Amerika im Jahr 1965 einzufangen. Der Dokumentarfilm wurde erstmals am 1. März 1966 auf BBC1 ausgestrahlt. In Westdeutschland wurde er am 2. August dieses Jahres ausgestrahlt. Am 10. Januar 1967 wurde er in den USA auf ABC gezeigt.

## Geschichte

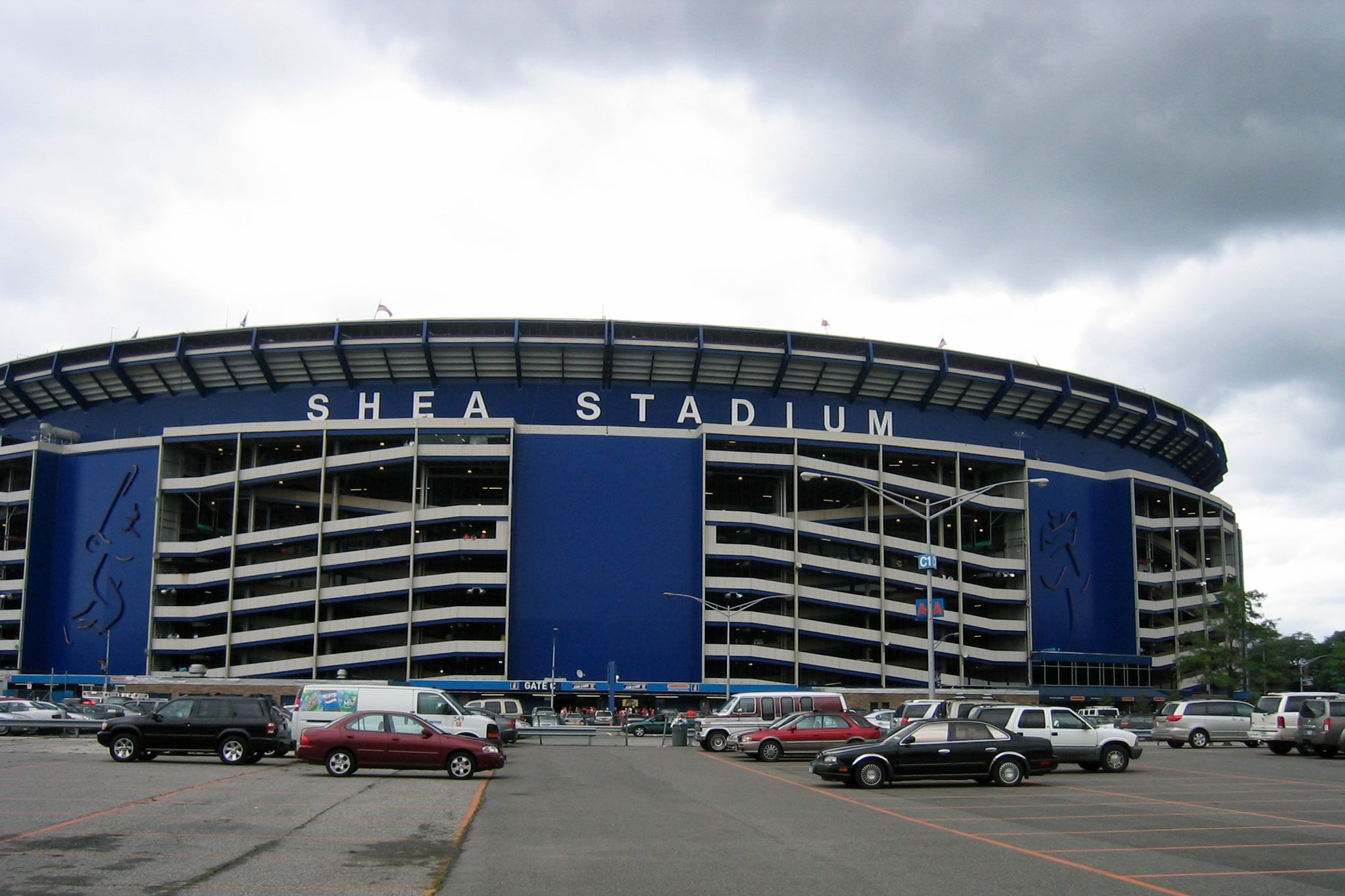
Außenansicht des Shea Stadium

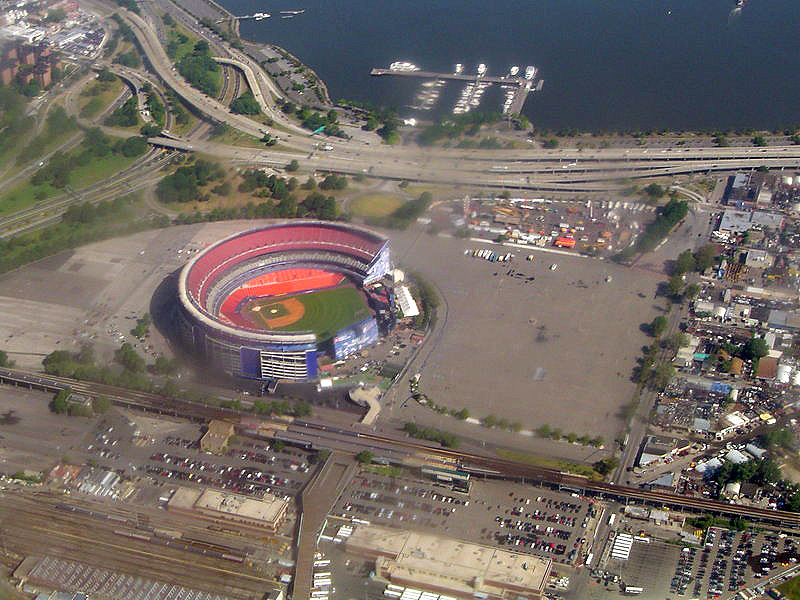
Luftbild des Shea Stadium

Der Film fängt nicht nur das Konzert selbst ein, das mit 55 600 Besuchern das bis dahin größte Beatles-Konzert überhaupt war, sondern auch die Ereignisse im Vorfeld des Konzerts, so den Helikopterflug der Beatles von Manhattan in den Flushing-Meadows-Park, ihre Vorbereitung im Umkleideraum (dem Umkleideraum der Gäste-Baseballmannschaft) im Shea Stadium. Außerdem zeigt er Ausschnitte der Auftritte anderer Künstlern des Konzerts, die vor den Beatles aufgetreten waren, darunter Motown-Sängerin Brenda Holloway (I Can't Help Myself (Sugar Pie Honey Bunch)), King Curtis (Soul Twist), Sounds Incorporated (Fingertips) sowie Killer Joe Piro und The Discothèque Dancers (It's Not Unusual, Downtown, Can’t Buy Me Love), die von Jerry Weintraub gemanagt wurden. Murray the K, Neil Aspinall, Nat Weiss und sein Stiefsohn Shaun Weiss, Mal Evans, Brian Epstein und Moderator Cousin Brucie Morrow kommen ebenfalls vor. Unter den Konzertbesuchern waren auch Mick Jagger und Keith Richards von den Rolling Stones. Marvin Gaye wurde angekündigt, trat aber nicht auf. Die Young Rascals und Cannibal & the Headhunters traten ebenfalls auf, sind aber im Film nicht zu sehen. Das Konzert wurde vom Konzertveranstalter Sid Bernstein präsentiert. Der Fernsehmoderator Ed Sullivan stellte die Beatles vor, als sie auf die Bühne kamen: „Now, ladies and gentlemen, honored by their country, decorated by their Queen, and loved here in America, here are The Beatles!“ („Nun, meine Damen und Herren, geehrt von ihrem Land, ausgezeichnet von ihrer Königin, und hier in Amerika geliebt, hier sind die Beatles!“).
Der Film gibt den tatsächlichen Konzertablauf nicht genau wieder. Die Songs She’s a Woman und Everybody’s Trying to Be My Baby wurden aus Zeitgründen und wahrscheinlich wegen Problemen beim Wechseln der Kamerarollen weggelassen (die Tonaufnahme von letzterem Song wurde auf dem Album Anthology 2 veröffentlicht). Die Tonaufnahmen der im Film gespielten Songs durchliefen einen umfangreichen Ton-Nachbearbeitungsprozess. Mehrere Songs wurden mit Overdubs verbessert, und wegen Tonproblemen bei der Filmaufnahme des Konzerts wurden einige Songs sogar am 5. Januar 1966 von den Beatles in den Londoner CTS Studios komplett neu aufgenommen. Die Tonaufnahme von Twist and Shout wurde zudem aus einem späteren Konzert derselben Tour in der Hollywood Bowl übernommen, und die Tonaufnahme von Act Naturally wurde einfach durch die Studioversion des Songs ersetzt (erschienen auf der LP Help! in Großbritannien und auf der B-Seite der Single Yesterday in den USA) und etwas schneller abgespielt sowie notdürftig bearbeitet, damit sie mit den Bildaufnahmen synchron war.
The Beatles at Shea Stadium lief in den USA auch in Kinos. Klaus Voormann, der Freund der Beatles aus ihren Hamburger Jahren, gestaltete die Werbung für den Film.
Der Film war zwar nicht offiziell als DVD oder Videokassette erhältlich (mit Ausnahme einer Veröffentlichung von Media Home Entertainment im Jahr 1978, gegen die der Musikverlag Northern Songs erfolgreich klagte), doch in der Bootleg-Szene ist er seit Jahrzehnten weithin erhältlich, darunter in einer „raw audio“-Version mit dem restaurierten Original-Soundtrack des Konzerts. Eine 30-minütige Neuauflage des Filmmaterials des Konzerts wurde remastered und gleichzeitig mit der Veröffentlichung des Ron-Howard-FilmsThe Beatles: Eight Days a Week am 15. September 2016 veröffentlicht.

## Setlist

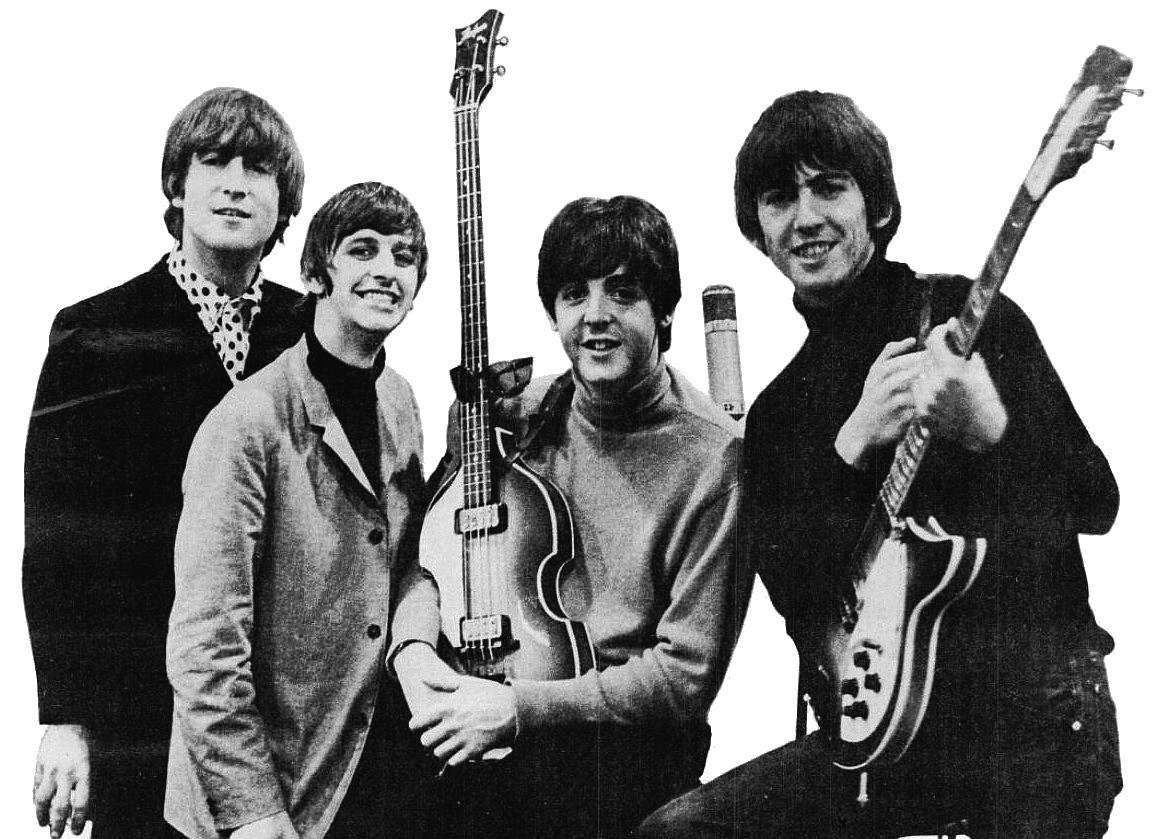
Die Beatles 1965

Alle Songs wurden von John Lennon und Paul McCartney geschrieben, wenn nicht anders angegeben.
1. Twist and Shout (Phil Medley, Bert Russell)
2. She’s a Woman (nicht im Film enthalten. In der Edition von 2016 erklingt die Tonaufnahme während des Abspanns.)
3. I Feel Fine
4. Dizzy Miss Lizzy (Larry Williams)
5. Ticket to Ride
6. Everybody’s Trying to Be My Baby (Carl Perkins) (nicht im Film enthalten)
7. Can’t Buy Me Love
8. Baby's in Black
9. Act Naturally (Voni Morrison, Johnny Russell)
10. A Hard Day's Night
11. Help!
12. I’m Down[11]

## Bedeutung
Das Konzert selbst war als erstes großes Stadionkonzert ein Meilenstein in der Geschichte der Popmusik und gilt als eines der berühmtesten Konzerte der Popgeschichte. Der Dokumentarfilm war ein Highlight der Anthology-Sammlung der Beatles von 1995, in der umfangreiche Filmausschnitte veröffentlicht wurden.
Ringo Starr sagt in der Anthology: „Woran ich mich am besten von dem Konzert erinnere, ist, dass wir so weit weg vom Publikum waren.  ... Und Schreien war einfach total üblich geworden. ... Alle schrien. Wenn Sie sich das Filmmaterial anschauen, können Sie sehen, wie wir auf den Ort reagieren. Er war sehr groß und sehr sonderbar.“
John Lennon erinnerte sich 1970 an das Konzert als eines der Highlights seiner Karriere: „Im Shea Stadium sah ich den Gipfel des Ruhms.“
2008 gab Billy Joel das letzte Konzert im Shea Stadium vor dessen Schließung, dabei hatte Paul McCartney einen Gastauftritt. Dieses Konzert wurde im Dokumentarfilm The Last Play at Shea festgehalten.